# Runenstein von Vang (Thy)

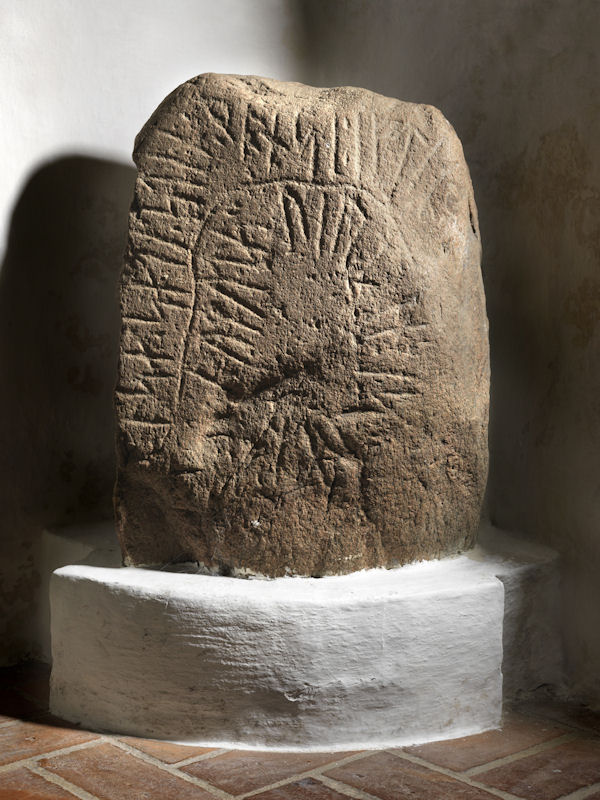
Runenstein in der Kirche von Vang

Der Runenstein von Vang (DR 155, NJy 33 – auch Sjørringsten genannt) etwa sechs Kilometer nordwestlich von Sjørring in Thy ist mit 63 cm Höhe der kleinste Runenstein Dänemarks und steht im Karnhaus der Kirche von Vang an der Rodals Bakke 7 (Straße). Er stammt ursprünglich aus Sjørring, wo er bis 1741 auf dem Friedhof stand. Danach wurde er als Grundstein in einem Haus verwandt. 1841 wurde er wiedergefunden und vom Pfarrer von Vang gekauft. Der Stein aus Granit stammt aus der Wikingerzeit (970–1020 n. Chr.)
Die Inschrift befindet sich auf einer Breitseite und der Oberseite des Steins. Sie wird von der unteren linken Ecke aus gelesen, die äußerste Runenreihe zuerst, danach die innere und zuletzt die obere – diese von links nach rechts. Übersetzt dort steht: „Aase hat diesen Stein für ihren Gatten Odmund gesetzt, der »Hvidmand« (Hirte) von Finulv war“. Geritzt vom selben Runenmeister der auch DR 154 (von Torup) erstellt hat.
Der Stein ist eine von einst vier bekannten Runensteinen in Thy, von denen drei erhalten sind.
Es gibt einen Runenstein von Vang in Norwegen.